# L'Histoire d'une femme
Pour plus de détails, voir Fiche technique et Distribution.
L'Histoire d'une femme (Storia di una donna) est un mélodrame américano-italien de Leonardo Bercovici sorti en 1970.

## Synopsis
Une Suédoise étudiant à Rome pour devenir pianiste de concert tombe amoureuse d'un étudiant en médecine. Lorsqu'elle découvre que l'étudiant est marié à une femme plus âgée, elle rentre en Suède et épouse un diplomate américain. Le diplomate est affecté à Rome. 

## Fiche technique
- Titre original italien : Storia di una donna[1]
- Titre original américain : Story of a Woman
- Titre français : L'Histoire d'une femme[2]
- Réalisateur : Leonardo Bercovici
- Scénario : Leonardo Bercovici
- Photographie : Piero Portalupi
- Montage : Milton Shifman
- Musique : John Williams
- Décors : Franco Fumagalli, John McCarthy Jr.
- Production : Leonardo Bercovici, Lew Wasserman, Milton Rackmil, Edward Muhl
- Sociétés de production : Westward films, Universal Pictures
- Pays de production :  Italie,  États-Unis
- Langue originale : italien
- Format : Couleur par Technicolor - Son mono - 35 mm
- Durée : 90 minutes
- Genre : Drame sentimental
- Dates de sortie :
  - États-Unis : 15 février 1970
  - France : 10 juin 1970[2]
  - Italie : 17 juillet 1970

## Distribution
- Bibi Andersson : Karin Uilman
- Robert Stack : David Frasier
- James Farentino : Bruno Cardini
- Annie Girardot : Liliana
- Didi Perego : La petite amie de Bruno
- Mario Nascimbene : Professeur Ferrara
- Francesco Mulè : Manzetti
- Frank Sundström : M. Ullman
- Toivo Pawlo : Ruchenov
- Beppe Wolgers : Fahlen
- Birgitta Valberg : Mme Ullman
- Cathy Riney : Cathy
- Erika Rosell : Sissi